# Alluminio anodizzato

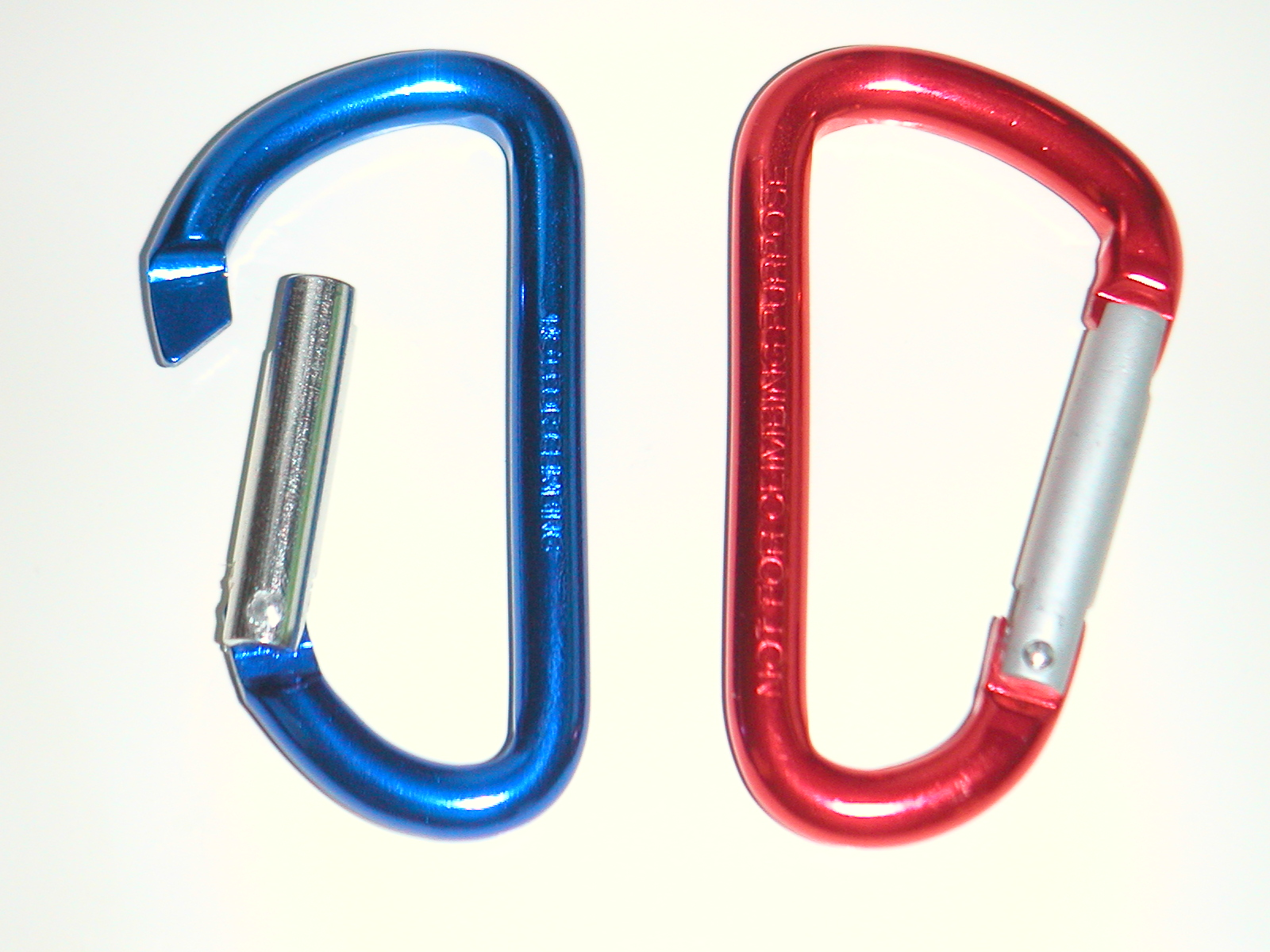
Moschettoni in alluminio anodizzato.

L'alluminio anodizzato si ottiene ponendo all'anodo l'oggetto da trattare e scaricandovi poi prodotti ossigenati.
L'ossigeno che viene liberato causa la formazione sulla superficie di uno strato di ossido sottile e compatto che ha proprietà isolanti. Per questo motivo l'alluminio anodizzato si utilizza per ottenere dei conduttori con isolamento esterno per utilizzarli poi negli avvolgimenti dei motori elettrici.
La stessa tecnica di isolamento tramite anodizzazione viene utilizzata per creare il dielettrico nei condensatori elettrolitici dove la lamina di alluminio anodizzato costituisce una delle due armature e un elettrolita l'altra.
Per le sue caratteristiche di isolamento e robustezza si utilizza come cornice per sigillare i moduli fotovoltaici, i quali devono sopportare durante la loro vita condizioni meteorologiche avverse di vario genere. L'utilizzo dell'alluminio anodizzato ne consente anche un agevole trasporto, installazione e massima sicurezza nel tempo.